# Brett Goldstein

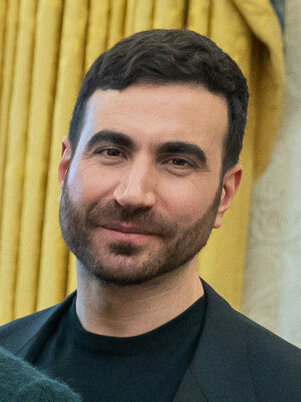
Brett Goldstein, 2023

Brett Goldstein (* 17. Juli 1980 in London) ist ein britischer Schauspieler, Comedian und Autor. Bekanntheit erlangte er als Autor und Darsteller in der Sport-Comedy-Serie Ted Lasso auf Apple TV+. Für seine Rolle als Roy Kent erhielt er 2021 und 2022 in Folge den Primetime Emmy in der Kategorie Bester Nebendarsteller in einer Comedyserie.

## Leben und Ausbildung
Goldstein wurde am 17. Juli 1980 in Sutton, London als Sohn einer britisch-jüdischen Familie geboren. Nach seinem Schulabschluss besuchte er Schauspielkurse an der University of Warwick, die er mit einem Diplom in Film & Feminismus abschloss.
Kurz danach zog Goldstein nach Marbella, Spanien und arbeitete dort in einem Strip-Club, den sein Vater während einer „Midlife Crisis“ gekauft hatte. Goldstein verarbeitete diese Erfahrung in eine Stand-Up-Comedy-Show mit dem Titel „Brett Goldstein Grew Up in A Strip Club“, die er erstmals auf dem Edinburgh Fringe Festival aufführte.

## Karriere
Neben einer Rolle in den Komödien Drifters und Derek schrieb Goldstein als Autor die Catherine Tate Live Show mit Catherine Tate sowie weitere vier eigene Stand-Up-Shows. 2016 gewann er den BIFA als Bester Nebendarsteller für seine Rolle als Brendan im Film Adult Life Skills. 2018 begann Goldstein zudem mit dem Podcast „Films to Be Buried With“, in dem er mit Gästen über Filme spricht, die sie in ihrem Leben begleitet haben und ihnen wichtig waren.
TV-Produzent Bill Lawrence engagierte Goldstein 2020 als Autor für die Apple-TV+-Serie Ted Lasso mit Jason Sudeikis in der Hauptrolle. Während seiner Tätigkeit als Autor für die Serie merkte Goldstein, dass er sich selbst für die Rolle des alternden Fußballers Roy Kent interessierte. Er nahm ein Probetape auf, schickte es an seine Kollegen und wurde daraufhin als Roy Kent gecastet. Später gewann er den Writers Guild of America Award in der Kategorie „Fernsehen: Comedy Series“ bei den 73rd Writers Guild of America Awards und erhielt 2021 einen Primetime Emmy Award als Bester Nebendarsteller in einer Comedy-Serie für seine Arbeit in der Serie. Ein Jahr später erhielt er erneut den Emmy als bester Nebendarsteller in einer Comedy-Serie.
Zusammen mit dem Black-Mirror-Autor Will Bridges kreierte und schrieb Goldstein die sechsteilige Serie Soulmates für AMC, die auf dem 2013 erschienenen Kurzfilm For Life beruht. Die Serie wurde erstmals am 5. Oktober 2020 ausgestrahlt. Die Besetzung besteht unter anderem aus Sarah Snook, Malin Åkerman, Betsy Brandt, JJ Feild und Charlie Heaton.

## Filmografie

### Film
| Jahr | Film                                    | Rolle    | Sonstiges |
| ---- | --------------------------------------- | -------- | --------- |
| 2012 | The Knot                                | Albert   |           |
| 2013 | For Life                                | Simon    | Kurzfilm  |
| 2015 | Howl                                    | David    |           |
| 2015 | SuperBob                                | Bob      |           |
| 2016 | Adult Life Skills                       | Brendan  |           |
| 2022 | Thor: Love and Thunder                  | Herkules |           |
| 2024 | Garfield – Eine extra Portion Abenteuer | Roland   |           |

### Fernsehen
| Jahr      | Titel                | Rolle                             | Sonstiges                                     |
| --------- | -------------------- | --------------------------------- | --------------------------------------------- |
| 2009      | The Bill             | Jared Miles                       | 2 Episoden                                    |
| 2012–2014 | Derek                | Tom                               | 11 Episoden                                   |
| 2013–2016 | Drifters             | Scott                             | 7 Episoden                                    |
| 2014–2017 | Uncle                | Casper                            | 9 Episoden                                    |
| 2015–2016 | Hoff the Record      | Danny Jones                       | Hauptbesetzung                                |
| 2015      | Catherine Tate's Nan | Jonathan                          | 1 Episoden                                    |
| 2015      | Undercover           | Christophe                        | 4 Episoden                                    |
| 2016–2017 | Drunk History        | Various                           | 2 Episoden                                    |
| 2018      | Doctor Who           | Astos                             | Episode: „The Tsuranga Conundrum“             |
| 2020–2023 | Ted Lasso            | Roy Kent                          | Hauptbesetzung; ebenfalls Autor und Produzent |
| 2020      | Soulmates            | Mitschöpfer, Produzent, and Autor |                                               |
| 2021      | Robot Chicken        | Tony Stark (Stimme)               | Episode: „May Cause Light Cannibalism“        |
| 2023      | Shrinking            | Drehbuch, Produktion              |                                               |

### Theater
| Jahr | Titel                        | Rolle   | Sonstiges                                                  |
| ---- | ---------------------------- | ------- | ---------------------------------------------------------- |
| 2016 | The Catherine Tate Show Live | Mehrere | UK Tour; mit Catherine Tate, Mathew Horne und Niky Wardley |

## Auszeichnungen und Nominierungen
| Jahr | Auszeichnung                            | Kategorie                                                    | Werk              | Ergebnis  | Nachw. |
| ---- | --------------------------------------- | ------------------------------------------------------------ | ----------------- | --------- | ------ |
| 2016 | British Independent Film Awards         | Bester Nebendarsteller                                       | Adult Life Skills | Gewonnen  | [ 12 ] |
| 2021 | Gold Derby Awards                       | Comedy Nebendarsteller                                       | Ted Lasso         | Nominiert | [ 13 ] |
| 2021 | Hollywood Critics Association TV Awards | Bester Nebendarsteller in einer Streaming-Serie, Comedy      | Ted Lasso         | Gewonnen  | [ 14 ] |
| 2021 | International Online Cinema Awards      | Bester Nebendarsteller in einer Comedy-Serie                 | Ted Lasso         | Gewonnen  |        |
| 2021 | Screen Actors Guild Awards              | Herausragende Leistung eines Ensembles in einer Comedy-Serie | Ted Lasso         | Nominiert | [ 15 ] |
| 2021 | Primetime Emmy Awards                   | Bester Nebendarsteller in einer Comedy-Serie                 | Ted Lasso         | Gewonnen  | [ 16 ] |
| 2021 | Writers Guild of America Awards         | Fernsehen: Comedy-Serie                                      | Ted Lasso         | Gewonnen  | [ 17 ] |
| 2021 | Writers Guild of America Awards         | Fernsehen: Neue Serie                                        | Ted Lasso         | Gewonnen  | [ 18 ] |